# Irina Smirnova
Irina Smirnova (russisch Ирина Смирнова; * 11. September 1976) ist eine russische Verfahrenstechnikerin. Mit 32 Jahren war sie die jüngste Professorin für Ingenieurwissenschaften in Deutschland.

## Leben
Smirnova studierte von 1993 bis 1998 Physikalische Chemie an der Staatlichen Universität Sankt Petersburg. Sie verbrachte dann einen Forschungsaufenthalt an der Sogang University in Seoul. 2002 wurde sie bei Wolfgang Arlt in Chemieingenieurwesen an der Technischen Universität Berlin zum Dr.-Ing. promoviert. Anschließend war sie Gruppenleiterin und habilitierte 2009 an der Friedrich-Alexander-Universität Erlangen-Nürnberg am Institut für Trenntechnik. 2008 wurde sie als Professorin für Verfahrenstechnik an die Technische Universität Hamburg-Harburg berufen und als Leiterin des dortigen Instituts für Thermische Verfahrenstechnik bestellt.

## Auszeichnungen
- 2009: Hochschullehrer-Nachwuchspreis der DECHEMA
- 2012: Hamburger Lehrpreis[2]
- 2020: Vizepräsidentin Forschung an der TUHH

## Polemik
Im Jahr 2016 drohte Smirnova einem Bachelorstudenten mit der Aberkennung seines Bachelorabschlusses, um die Herausgabe seiner Bachelorarbeit zur Verwertung an der Technischen Universität zu erwirken. Der Student zeigte Smirnova an, und die Generalstaatsanwaltschaft Hamburg klagte die Professorin wegen des Verdachts auf Nötigung an. Smirnova erhielt daraufhin einen Strafbefehl über 13.500 Euro.